# 仲洞爺温泉
仲洞爺温泉（なかとうやおんせん）は、北海道有珠郡壮瞥町にある温泉。

## 泉質
- カルシウム - 硫酸塩泉（アルカリ性低張性高温泉）[1]（旧泉質名：石膏泉[2]）
  - 源泉温度 : 39.8℃、pH : 8.77、湧出量 : 毎分80L（動力揚湯）
  - 知覚 : 無色透明・無味・無臭

## 温泉地
- 「向洞爺キャンプ場[3]」のセンターハウスとして、1999年（平成11年）4月開業したのが、「仲洞爺温泉」唯一の温泉施設「来夢人の家」（きむんどのいえ）である[4]。
- 「来夢人の家」は、夏期間はキャンプ場のセンターハウスとして、また、浴室は内湯のみではあるが掛け流し式（一部加温）で入浴できる日帰り入浴施設として通年利用できる。
  - 建物は、壮瞥町の友好都市であるフィンランドのケミヤルヴィ市から輸入した木材で作られたログハウスである[5]。

## アクセス
- 車利用の場合
  - 北海道道132号洞爺公園洞爺線「洞爺湖一周道路」の壮瞥町側となる仲洞爺の道路沿いに所在する。
高速道路利用の場合、最寄りインターチェンジは道央自動車道伊達ICとなる。

- 公共交通利用の場合
  - 道南バス洞爺湖温泉ターミナルより道南バス「壮瞥経由洞爺水の駅」行で「東仲洞爺」下車（本数極少）。